# 蓮久寺 (岡山県久米南町)
蓮久寺（れんきゅうじ）は、岡山県久米郡久米南町下弓削にある日蓮宗の寺院。山号は千間山。旧本山は建部妙福寺、生師法縁。
久米郡内には久米南町内上神目の龍泉寺や美咲町の東光寺等がある。

## 歴史
奈良時代の天平勝宝年間（729年 – 756年）に弓削部の菩提寺として建立された千間寺（山号の千間山はこの千間寺に由来する。）が起源という。戦国時代までに焼失した千間寺の跡地に元亀元年（1570年）に建立されたというが開山開基は不明である。

## 境内
- 本堂